# Grand Prix-wegrace van Tsjecho-Slowakije 1968
De Grand Prix-wegrace van Tsjecho-Slowakije 1968 was de zevende race van het wereldkampioenschap wegrace-seizoen 1968. De races werden verreden op 21 juli 1968 op de Masaryk-Ring nabij Brno. Behalve de 50cc-klasse kwamen alle soloklassen aan de start. De wereldtitel in de 350cc-klasse werd hier beslist, maar ook die van de 125cc-klasse. Dat wist echter nog niemand zeker: Als de Grand Prix van Japan niet zou worden afgelast kon Bill Ivy nog voorbij Phil Read komen.

## Algemeen
De Grand Prix van Tsjecho-Slowakije kende slechts twee winnaars: Phil Read in de beide lichte klassen en Giacomo Agostini in de zware klassen. Zowel Read als Agostini werden wereldkampioen. Agostini was dat al in de 500cc-klasse en nu ook in de 350cc-klasse, Read werd kampioen in de 125cc-klasse. Hij won echter ook de 250cc-race, tegen de zin van werkgever Yamaha en teamgenoot Bill Ivy.

## 500cc-klasse
Wereldkampioen Giacomo Agostini won ook de natte race in Tsjechoslowakije. Met het oog op de verwachte regen nam hij al in de eerste vijf ronden een voorsprong van een volle minuut op John Cooper met de Seeley. Die had de tweede plaats ingenomen nadat de LinTo van Alberto Pagani met een gebroken inlaatklep was uitgevallen. Toen het nat was geworden accelereerde Cooper te hard uit een bocht waardoor hij onderuit ging. Jack Findlay werd daardoor tweede met zijn McIntyre-Matchless. De derde plaats ging naar Gyula Marsovszky (Matchless).
| Pos | Coureur          | Merk               | Tijd      | Punten |
| --- | ---------------- | ------------------ | --------- | ------ |
| 1   | Giacomo Agostini | MV Agusta          | 1:18"07'0 | 8      |
| 2   | Jack Findlay     | McIntyre-Matchless | +5"11'1   | 6      |
| 3   | Gyula Marsovszky | Matchless          | +5"58'1   | 4      |
| 4   | Billie Nelson    | Hannah-Paton       | +6"15'9   | 3      |
| 5   | Peter Williams   | Arter-Matchless    | +1 ronde  | 2      |
| 6   | Dan Shorey       | Norton             | +1 ronde  | 1      |
| 7   | Derek Lee        | Matchless          |           |        |
| 8   | Bosse Granath    | Seeley             |           |        |
| 9   | František Srna   | Jawa               |           |        |
| 10  | Errol Cowan      | Métisse            |           |        |
| 11  | György Kurucz    | Métisse            |           |        |
| 12  | Werner Bergold   | Matchless          |           |        |
| 13  | Paul Eickelberg  | Norton             |           |        |
| 14  | Pentti Lehtelä   | Matchless          |           |        |

| Coureur           | Merk                     | Oorzaak                  |
| ----------------- | ------------------------ | ------------------------ |
| John Dodds        | Norton                   |                          |
| Kel Carruthers    | Norton                   |                          |
| Herbert Denzler   | Matchless                |                          |
| František Šťastný | Jawa                     |                          |
| Stanislav Klatil  | Jawa                     |                          |
| Karl Hoppe        | Matchless                |                          |
| Derek Woodman     | Seeley-Matchless         |                          |
| Godfrey Nash      | Norton                   |                          |
| John Cooper       | Seeley-Matchless         | Val                      |
| John Hartle       | Cowles-Métisse-Matchless | Cowles-Métisse-Matchless |
| Rex Butcher       | Norton/ Matchless        |                          |
| Rodney Gould      | Norton                   |                          |
| Ron Chandler      | Seeley                   |                          |
| Alberto Pagani    | Linto                    | Gebroken klep            |
| Keith Turner      | Matchless                |                          |

| Coureur             | Merk         | Oorzaak |
| ------------------- | ------------ | ------- |
| Bohumil Staša       | ČZ           |         |
| Barry Randle        | Petty-Norton |         |
| Bernie Lund         | Matchless    |         |
| Bill Smith          | Matchless    |         |
| Brian Ball          | Seeley       |         |
| Percy Tait          | Triumph      |         |
| Rob Fitton          | Norton       |         |
| Angelo Bergamonti   | Hannah-Paton |         |
| Renzo Pasolini      | Benelli      |         |
| Silvano Bertarelli  | Paton        |         |
| Nikolaj Sevast'ânov | Vostok       |         |

### Top tien tussenstand 500cc-klasse
| Pos | Coureur          | Merk               | Ptn     |                |
| --- | ---------------- | ------------------ | ------- | -------------- |
| 1   | Giacomo Agostini | MV Agusta          | 48 (56) | wereldkampioen |
| 2   | Jack Findlay     | McIntyre-Matchless | 28      |                |
| 3   | Peter Williams   | Arter-Matchless    | 9       |                |
| 3   | Gyula Marsovszky | Matchless          | 9       |                |
| 5   | John Cooper      | Seeley-Matchless   | 8       |                |
| 6   | Dan Shorey       | Norton             | 7       |                |
| 7   | Brian Ball       | Seeley             | 6       |                |
| 7   | Alberto Pagani   | LinTo              | 6       |                |
| 9   | Kel Carruthers   | Norton             | 5       |                |
| 9   | Billie Nelson    | Hannah-Paton       | 5       |                |

(Punten (tussen haakjes) zijn inclusief streepresultaten))

## 350cc-klasse
In Tsjecho-Slowakije begon het halverwege de 350cc-race hard te regenen, waardoor de 350cc-race langer duurde dan de 250cc-race. Giacomo Agostini won opnieuw en was nu ook zeker van de 350cc-wereldtitel. Heinz Rosner werd met de MZ-tweecilinder tweede en František Šťastný werd met de Jawa V-vier derde. Het was ruim een jaar geleden dat deze Jawa V-vier aan de start was verschenen.

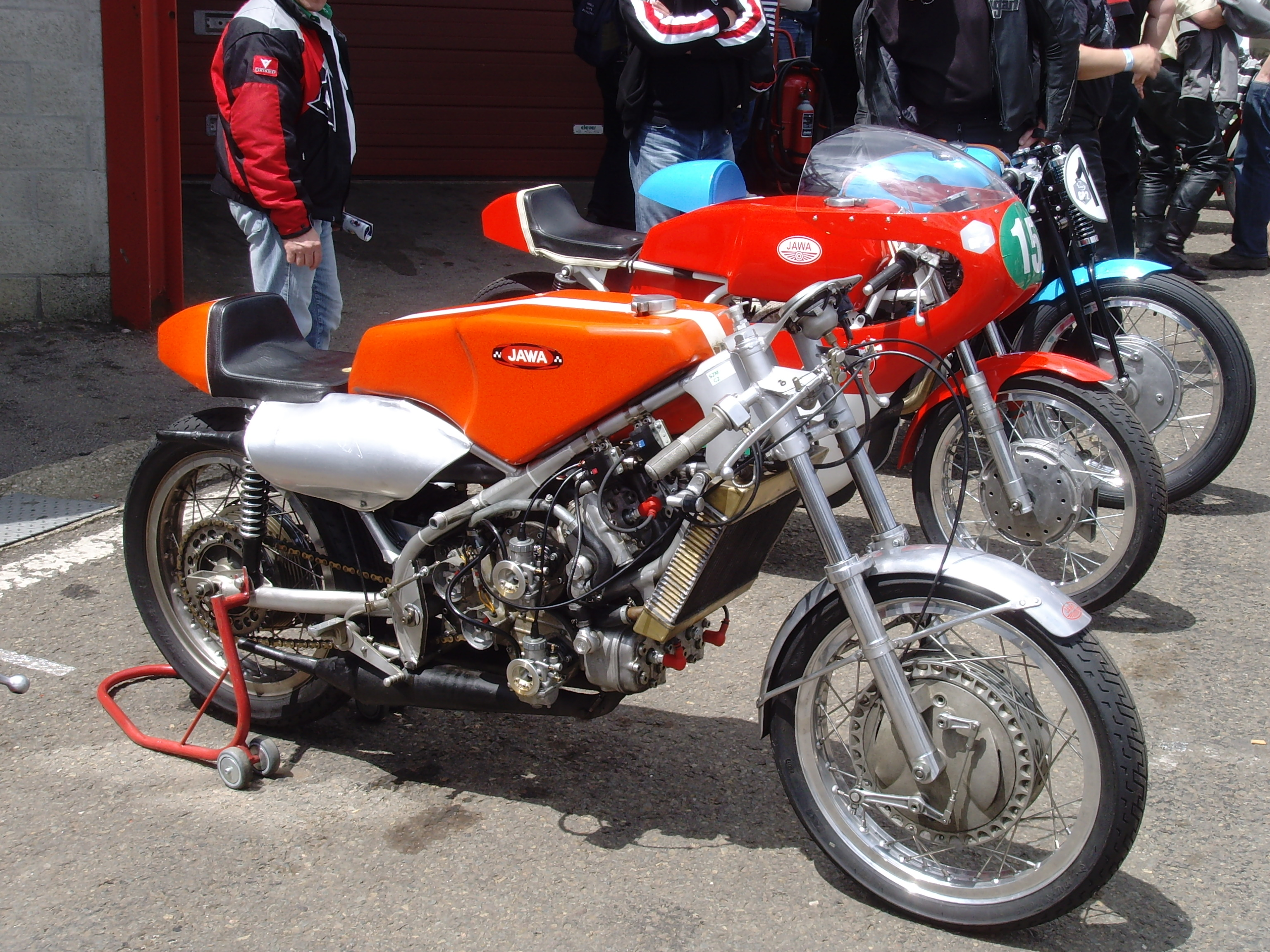
Door teleurstellende resultaten was de Jawa V-vier sinds de TT van Assen van 1967 niet meer aan de start verschenen, maar nu werd František Šťastný er derde mee.

| Pos | Coureur           | Merk              | Tijd | Punten |
| --- | ----------------- | ----------------- | ---- | ------ |
| 1   | Giacomo Agostini  | MV Agusta         |      | 8      |
| 2   | Heinz Rosner      | MZ                |      | 6      |
| 3   | František Šťastný | Jawa              |      | 4      |
| 4   | Kel Carruthers    | Métisse-Aermacchi |      | 3      |
| 5   | Karl Hoppe        | Aermacchi         |      | 2      |
| 6   | Billie Nelson     | Norton            |      | 1      |

| Coureur          | Merk    | Oorzaak |
| ---------------- | ------- | ------- |
| Renzo Pasolini   | Benelli |         |
| Silvio Grassetti | Benelli |         |

| Coureur         | Merk              |
| --------------- | ----------------- |
| Jack Findlay    | Aermacchi         |
| Bohumil Staša   | ČZ                |
| Bill Smith      | Honda             |
| Brian Steenson  | Aermacchi         |
| Dan Shorey      | Norton            |
| Dave Simmonds   | Kawasaki          |
| Derek Woodman   | Métisse-Aermacchi |
| John Cooper     | Seeley            |
| Bruno Spaggiari | Ducati            |
| Gilberto Milani | Aermacchi         |
| Ginger Molloy   | Bultaco           |

### Top tien tussenstand 350cc-klasse
| Pos | Coureur           | Merk                                  | Ptn     |                |
| --- | ----------------- | ------------------------------------- | ------- | -------------- |
| 1   | Giacomo Agostini  | MV Agusta                             | 32 (40) | wereldkampioen |
| 2   | Renzo Pasolini    | Benelli                               | 12      |                |
| 2   | Ginger Molloy     | Bultaco                               | 12      |                |
| 2   | Heinz Rosner      | MZ                                    | 12      |                |
| 5   | Kel Carruthers    | Drixton-Aermacchi / Métisse-Aermacchi | 11      |                |
| 6   | Derek Woodman     | Métisse-Aermacchi                     | 7       |                |
| 7   | Bill Smith        | Honda                                 | 4       |                |
| 7   | Bohumil Staša     | ČZ                                    | 4       |                |
| 7   | Gilberto Milani   | Aermacchi                             | 4       |                |
| 7   | František Šťastný | Jawa                                  | 4       |                |

(Punten (tussen haakjes) zijn inclusief streepresultaten))

## 250cc-klasse
In Tsjecho-Slowakije moest Bill Ivy met een pijnstillende injectie starten nadat hij in de 125cc-race zijn knie gekneusd had. Hij kon Phil Read dan ook niet echt partij geven en finishte 15 seconden achter hem. Heinz Rosner kon de Yamaha's desondanks niet bijhouden en werd op ruime afstand derde. Na deze race ontstond er een woordenwisseling tussen Phil Read en Bill Ivy. Ivy vond dat Read hem had moeten laten winnen, zoals in de stalorders van Yamaha was vastgelegd. Ivy had kennelijk in eerdere races in de 125cc-klasse herhaaldelijk op de rem getrapt om Read te laten winnen. Dit gesteggel vond in het openbaar plaats en was weken later tijdens de Finse Grand Prix nog steeds onderwerp van gesprek.

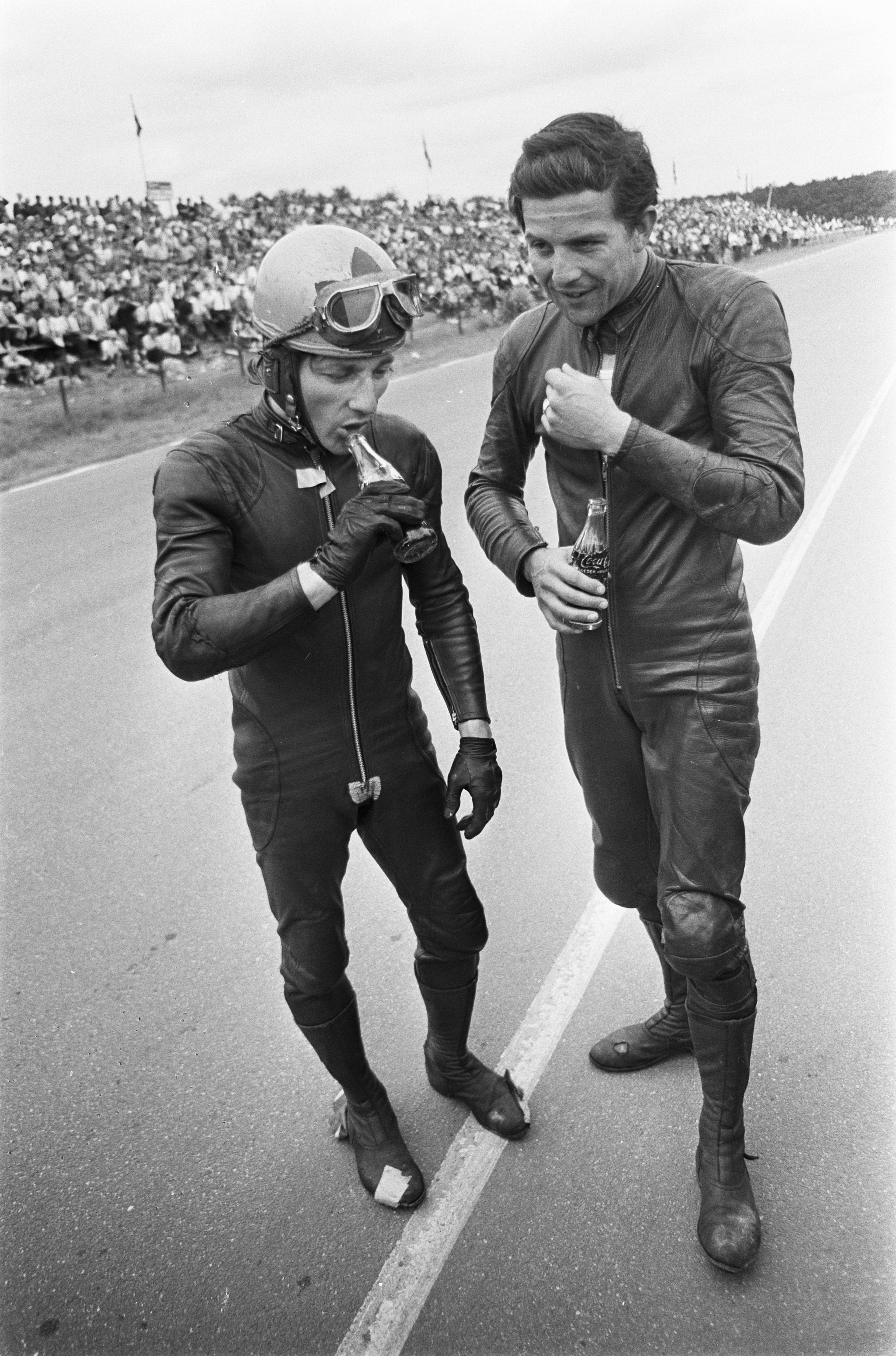
Tijdens de TT van Assen was alles nog koek en ei tussen Bill Ivy (links) en Phil Read, maar na de Tsjecho-Slowaakse Grand Prix was de vriendschap over.

| Pos | Coureur         | Merk           | Tijd    | Punten |
| --- | --------------- | -------------- | ------- | ------ |
| 1   | Phil Read       | Yamaha         | 50"39'4 | 8      |
| 2   | Bill Ivy        | Yamaha         | + 14'5  | 6      |
| 3   | Heinz Rosner    | MZ             | + 46'0  | 4      |
| 4   | Rodney Gould    | Bultaco-Yamaha | +1"49'2 | 3      |
| 5   | Gilberto Milani | Aermacchi      | +3"12'7 | 2      |
| 6   | Ginger Molloy   | Bultaco        | +3"14'1 | 1      |

| Coureur        | Merk    | Oorzaak |
| -------------- | ------- | ------- |
| Renzo Pasolini | Benelli |         |

| Coureur          | Merk      |
| ---------------- | --------- |
| Jack Findlay     | Aermacchi |
| Kel Carruthers   | Aermacchi |
| Frank Perris     | Suzuki    |
| Gyula Marsovszky | Bultaco   |
| Paul Eickelberg  | Aermacchi |
| Carlos Giró      | Ossa      |
| Carlos Rocamora  | Bultaco   |
| Santiago Herrero | Ossa      |
| Bill Smith       | Yamaha    |
| Brian Steenson   | Aermacchi |
| Malcolm Uphill   | Suzuki    |
| Rex Butcher      | Suzuki    |
| László Szabó     | MZ        |
| Gordon Keith     | Yamaha    |
| Kent Andersson   | Yamaha    |

### Top tien tussenstand 250cc-klasse
| Pos | Coureur          | Merk           | Ptn |
| --- | ---------------- | -------------- | --- |
| 1   | Bill Ivy         | Yamaha         | 38  |
| 2   | Phil Read        | Yamaha         | 36  |
| 3   | Heinz Rosner     | MZ             | 27  |
| 4   | Rodney Gould     | Bultaco-Yamaha | 17  |
| 5   | Ginger Molloy    | Bultaco        | 13  |
| 6   | Renzo Pasolini   | Benelli        | 10  |
| 7   | Kent Andersson   | Yamaha         | 5   |
| 8   | Santiago Herrero | Ossa           | 4   |
| 9   | Jack Findlay     | Aermacchi      | 3   |
| 9   | László Szabó     | MZ             | 3   |
| 9   | Malcolm Uphill   | Suzuki         | 3   |
| 9   | Carlos Giró      | Ossa           | 3   |

## 125cc-klasse
Op de Masaryk-Ring won Phil Read ook en sommigen dachten dat hij daarmee de wereldtitel al binnen had. Toen was al bekend dat de Japanse Grand Prix vrijwel zeker niet door zou gaan en in dat geval was Read inderdaad wereldkampioen. In Tsjecho-Slowakije werd László Szabó met de MZ RE 125 tweede doordat Bill Ivy zich bij een val op de natte baan blesseerde en uitviel. Günter Bartusch werd opnieuw derde nadat Heinz Rosner was uitgevallen.
| Pos | Coureur         | Merk          | Tijd    | Punten |
| --- | --------------- | ------------- | ------- | ------ |
| 1   | Phil Read       | Yamaha        | 48"46'3 | 8      |
| 2   | László Szabó    | MZ            | +2"45'9 | 6      |
| 3   | Günter Bartusch | MZ            | +3"30'7 | 4      |
| 4   | Dieter Braun    | Neckermann-MZ | +3"31'1 | 3      |
| 5   | Lothar John     | Neckermann-MZ | +4"35'6 | 2      |
| 6   | János Reisz     | MZ            | +5"09'0 | 1      |

| Coureur      | Merk   | Oorzaak |
| ------------ | ------ | ------- |
| Heinz Rosner | MZ     | Motor   |
| Bill Ivy     | Yamaha | Val     |

| Coureur              | Merk          |
| -------------------- | ------------- |
| Kel Carruthers       | Honda         |
| Friedhelm Kohlar     | MZ            |
| Hartmut Bischoff     | MZ            |
| Jürgen Lenk          | MZ            |
| Thomas Heuschkel     | MZ            |
| Hans Georg Anscheidt | Suzuki        |
| Siegfried Möhringer  | Neckermann-MZ |
| Walter Scheimann     | Honda         |
| Pedro Álvarez        | Bultaco       |
| Salvador Cañellas    | Bultaco       |
| Dave Simmonds        | Kawasaki      |
| Steve Murray         | Honda         |
| Tommy Robb           | Bultaco       |
| Giuseppe Visenzi     | Montesa       |
| Jan Huberts          | MZ            |
| Ginger Molloy        | Bultaco       |
| Gordon Keith         | Montesa       |
| Kent Andersson       | MZ            |

### Top tien tussenstand 125cc-klasse
| Pos | Coureur              | Merk          | Ptn |                |
| --- | -------------------- | ------------- | --- | -------------- |
| 1   | Phil Read            | Yamaha        | 40  | wereldkampioen |
| 2   | Ginger Molloy        | Bultaco       | 12  |                |
| 2   | Bill Ivy             | Yamaha        | 12  |                |
| 4   | Salvador Cañellas    | Bultaco       | 11  |                |
| 5   | László Szabó         | MZ            | 9   |                |
| 6   | Dieter Braun         | Neckermann-MZ | 8   |                |
| 6   | Günter Bartusch      | MZ            | 8   |                |
| 8   | Hans Georg Anscheidt | Suzuki        | 6   |                |
| 9   | Tommy Robb           | Bultaco       | 5   |                |
| 9   | Kel Carruthers       | Honda         | 5   |                |

1928 · 1929 · 1950 · 1951 · 1952 · 1954 · 1955 · 1956 · 1957 · 1958 · 1959 · 1960 · 1961 · 1962 · 1963 · 1964 · 1965 · 1966 · 1967 · 1968 · 1969 · 1970 · 1971 · 1972 · 1973 · 1974 · 1975 · 1976 · 1977 · 1978 · 1979 · 1980 · 1981 · 1982 · 1983 · 1984 · 1985 · 1986 · 1987 · 1988 · 1989 · 1990 · 1991